# 第1ニカイア公会議

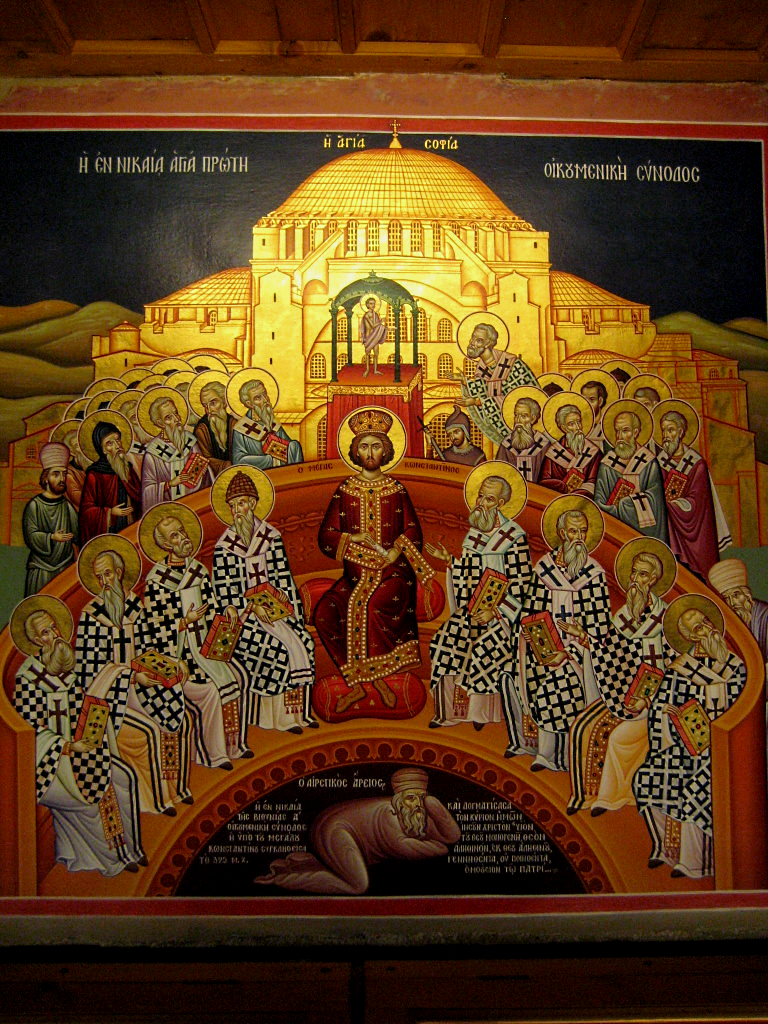
第1ニカイア公会議を画いたイコン。アリウスが下方の闇に画かれ断罪されている。（メテオラ・大メテオロン修道院所蔵）

ニカイア公会議（ニカイアこうかいぎ、ニケア、ニケーアとも）は、325年5月20日から6月19日まで小アジアのニコメディア南部の町ニカイア（現：トルコ共和国ブルサ県イズニク）で開かれた、キリスト教史における最初の全教会規模の会議。これを公会議という。正教会の一員たる日本正教会での訳語では全地公会であり、本会議は第一全地公会と呼ばれる。

## 概説
2世紀以降、キリスト教の教義が確立されていく中でキリスト論や三位一体論の解釈などにおいて様々な立場を取るものが現れたが、その中で、その時点での主流派から正統的でないとみなされたものとその支持者は異端として排斥された。このように、ある思想が正統か異端かの判断が求められそれが一主教（司教）の手に負えない場合、ニカイア公会議以前はそれぞれの地方教会において会議を開き解決するのが一般的であった。
3世紀、アリウス派の思想が議論されるにあたって地域の主教（司教）や地方教会会議だけでの解決が難しくなった。これは要約するならキリストの神性の解釈をめぐる問題であったが、放置すればキリスト教世界の分裂を招きかねず、当時キリスト教をローマ帝国の一致に利用しようと考えていたローマ皇帝コンスタンティヌス1世にとっても喫緊の課題であった。
ここにおいて皇帝の指導と庇護の下に初めて全教会の代表者を集めて会議が開かれることとなった。
会議への参加者の数は諸説あるが、カイサリアの主教エウセビオスは主教が250人であったとしている。しかし、このうち西方教会から参加したのはカラブリアのマルクスなど5名に過ぎず、ほとんどが東方地域からの参加者であった。主教（司教、監督）のほかに司祭、輔祭（助祭、執事）、信徒など数百名の参加者があったと考えられている。

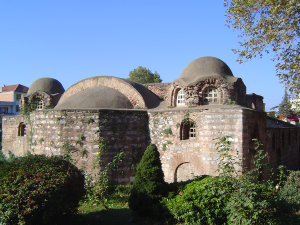
公会議の中心地であったといわれているイズニクのアヤソフィア教会跡

会議の議題は主に、アリウス派の思想への対応、地方によって違う復活祭の日付の確定、異端とされた司祭による洗礼の是非、リキニウス帝の迫害の下で棄教した信徒の教会への復帰などであった。
その中でもっとも多く扱われたのは、やはりアリウス派をめぐる問題であった。アレクサンドリアの主教アレクサンドロスと彼の補助を務めた輔祭（後に総主教）アタナシオスが反アリウス派の中心であった。会議の結果、アリウス派の思想を退ける形でニカイア信条が採択され、閉会した。
この中で御父と御子は「同質」（ギリシャ語：ホモウーシオス）であるという表現が使われたが、この語の使用は、聖書に記載がない言葉が初めて教義の中に取り入れられたという意味で画期的であった。参加者間ではこの「同質」と「相似」（ギリシャ語：ホモイウシオス）のどちらを使用すべきかをめぐって激しい論戦が交わされたが、なお「同質」という言葉を好まない主教（司教）たちも多く、神学論争が長引く要因となった。
この会議におけるコンスタンティヌス1世の姿勢は明確であった。彼はこの論争が本来不要なものであり、また教会の分裂はそれ自体が罪であると見做した。このため、全体が受け入れられるような包括的かつ妥協的な決着が探られたが、各派が神性について多様な見解を提出し容易に収拾はつかなかった。そして会議の最中、コンスタンティヌス1世は「ホモウーシオス（Homoousios、同一本質の）」という用語で父（神）と御子（キリスト）の関係を表現するという（ジョーンズによれば不用意な）提案を行った。これは相談役であったヒスパニアの司教ホシウスの影響を受けて、西方の教会の信条から着想を得たものと推定され、東方の教会関係者はこの用語を受け入れることを嫌った。しかし、この皇帝自らの提案をアリウス派が神学的に受け入れることが不可能であることに乗じた東方の反アリウス派は、まずアリウス派を排除することを優先してこの用語の受け入れを表明し議論をリードすることに成功した。この結果、ニカイア公会議においてアリウスの破門とアリウス派の排除が決定され、コンスタンティヌス1世は各司教たちにこの信条（ニカイア信条）を圧力をかけて受け入れさせた。
こうして反アリウス派がアリウス派に勝利したが、アリウス派はその後も自分達の信条を捨てることはなく、またコンスタンティヌス1世もその死までアリウス派との妥協による教会の統一を諦めなかった。そのため327年に再びニカイアで公会議が開催され、アリウスの教会復帰が認められた。しかし、その後もアリウス派、反アリウス派（主流派）、メリティオス派など各派が諍いを続け、コンスタンティヌス1世はこれに激しく苛立った。このように、政治的な意図を含んだ争いによって状況は二転三転し、アリウス派論争の解決にはなお多くの時間を要することとなった。